# Kenelm Henry Digby
Kenelm Henry Digby (c. 1797 - 1880) foi um escritor anglo-irlandês, cuja reputação se baseia principalmente em sua publicação mais antiga, The Broad-Stone of Honour, or Rules for the Gentlemen of England (1822), que contém uma pesquisa exaustiva sobre costumes medievais. O trabalho foi posteriormente ampliado e publicado ( 1828 a 1829 ) em quatro volumes, intitulados: Godefridus, Tancredus, Morus e Orlandus. A exposição de Digby aos romances de Ivanhoe, de Walter Scott, quando jovem, o encorajou a romantizar a Idade Média. Broad-Stone contribuiu para a ideologia feudalista do movimento Young England e influenciou muitos dos contemporâneos de Digby em Cambridge. O livro inculcou os leitores com idéias de cavalheirismo e firme catolicismo e enfatizou a importância do conhecimento do coração sobre o aprendizado intelectual, apresentando figuras históricas como modelos. O renascimento de Digby dos princípios medievais ajudou os jovens de sua época a construir sua ideia do que significa ser um "cavalheiro".
Nascido em Clonfert, ele tinha 15 anos quando seu pai morreu em 1812. Ele se mudou para a Inglaterra para frequentar a Petersham High School, perto de Londres. De 1816 a 1819, ele foi para o Trinity College, Cambridge, onde alguns membros da universidade defendiam a reforma e até o republicanismo; Digby, no entanto, favoreceu uma forte monarquia, a Igreja e a cavalaria. Em Cambridge, ele leu Tennyson e Hallam; Seus amigos íntimos eram George Darby, Julius Hare, William Whewell e Adam Sedgwick. No verão, ele viajou pela Europa desenhando castelos antigos e escrevendo.
Ehrenbreitstein, uma enorme fortaleza medieval na Alemanha, deu a ele o título The Broad-Stone of Honour. Ele publicou o livro em um único volume em 1822, e as crenças que ele explorou ao escrevê-lo parecem ter contribuído para sua conversão ao catolicismo em 1825. Depois disso, ele reescreveu e expandiu o volume para quatro, publicado em 1828-29: Godfridus, contendo uma introdução geral (em homenagem a Godfrey of Boulogne, um herói da Cruzada); Tancredus, discutindo a disciplina da cavalaria e aplaudindo o cristianismo (para Tancred of Hauteville, outro herói da Cruzada); Morus, atacando a Reforma como a morte da cavalaria e da religião (depois de Sir Thomas More); e Orlandus, que detalhou a ideia de Digby do comportamento cavalheiresco (após Ariosto ‘s Orlando Furioso ).  